# Зарічне (Нуринський район)
Зарі́чне (каз. Заречное) — село у складі Нуринського району Карагандинської області Казахстану. Адміністративний центр та єдиний населений пункт Зарічного сільського округу.
Населення — 871 особа (2021; 1255 у 2009, 1625 у 1999, 1495 у 1989).
Національний склад станом на 1989 рік:
- росіяни — 38 %;
- німці — 23 %;
- українці — 21 %.